# Kamionka (dopływ Brdy)
Kamionka – rzeka, prawy dopływ Brdy o długości 69,49 km i powierzchni dorzecza 479 km².
Wypływa na polach przy wsi Moszczenica w pow. chojnickim. W górnym biegu płynie w kierunku płd.-zach., poniżej Jeziora Niwskiego skręca ku płd., a w pobliżu wsi Witkowo ku wsch. Środkowy bieg o charakterze nizinnym prowadzi wśród łąk, dolny o charakterze górskim – głębokim wąwozem wśród lasu. Uchodzi do Jeziora Koronowskiego w pobliżu nadleśnictwa Zamrzenica.
Dostępna dla kajaków niemal na całej długości.